# Fotbalový Klub Drnovice
Il Fotbalový Klub Drnovice, meglio noto solo come Drnovice e in passato per un breve periodo come Petra Drnovice, è una società calcistica ceca con sede nella città di Drnovice. In seguito ad una grave crisi finanziaria, è fallito nel 2006. Dall'anno seguente ospita la squadra locale FKD, che milita nella II. třída - okres Vyškov, campionato regionale corrispondente all'ottava divisione del calcio ceco.

## Storia
Il club è stato fondato nel 1932 con il nome Česká sportovní společnost Drnovice; fino all'inizio degli anni ottanta era conosciuto solo a livello regionale.
Il salto di qualità è arrivato nel momento in cui entrò in scena, come nuovo proprietario, Jan Gottvald, ex giocatore dello stesso Drnovice. Quando nel 1982 Gottvald rileva la squadra, il club è ancora nelle serie regionali; nel 1986 arriva la promozione in Divize (quarta divisione), l'anno dopo c'è il salto in 2. ČNL (terza divisione). Nel 1990 una nuova promozione, ed il Drnovice raggiunge la seconda divisione. Quando nel 1993 avviene la divisione della Cecoslovacchia, il piccolo club (rappresentante un paese di 2.200 abitanti) si piazza in zona promozione nel CMFL (il girone ceco del campionato di seconda divisione cecoslovacca).
Alla partenza del primo campionato ceco di massima divisione, nel 1993-1994, il Drnovice, completando una storica scalata, è tra i partecipanti. Contemporaneamente, a causa degli elevati costi di gestione di una squadra di serie A, Gottvald è costretto a vendere la maggioranza del club alla compagnia Chemapol, che rinomina il club FC Petra Drnovice e contribuisce alla costruzione di un nuovo impianto sportivo, che rispettando gli standard internazionali, poté anche ospitare un incontro tra le nazionali di Repubblica Ceca e Svizzera il 18 agosto 1999 (per la cronaca, vinse la Repubblica Ceca 3-0). Durante il periodo di proprietà Chemapol, il Drnovice raggiunge, perdendole, due finali di coppa nazionale, rispettivamente nel 1996 contro lo Sparta Praga e nel 1998 contro lo Jablonec.
Inaspettatamente, nel 1998 la società Chemapol dichiara bancarotta e vende il club alla Petersport, che pochi mesi dopo cederà la proprietà a Jan Gottvald, di ritorno al timone della società dopo 5 anni.
Durante questa gestione il Drnovice conosce il miglior periodo della sua storia; nel 1999-2000 arriva un piazzamento al terzo posto in campionato, che vale la qualificazione alla Coppa UEFA 2000-2001. In questa competizione i cechi superano il preliminare eliminando la squadra bosniaca del Budućnost Banovići. Nel primo turno ufficiale, la gara di andata contro i tedeschi del Monaco 1860 è in casa e termina 0-0. Allo Stadio Olimpico di Monaco di Baviera nel ritorno, i cechi si devono arrendere 1-0 e abbandonano la competizione.
È l'ultima soddisfazione prima del declino, causa seri problemi finanziari; già nel 2000, la società finisce in una procedura di fallimento; Gottvald cede la società nel 2001 ad una società poco conosciuta chiamata Corimex, lascia il club ad ottobre 2001 e nel febbraio 2002 finisce persino in prigione, accusato di alcuni reati al comando della società.
I problemi del club si ingigantiscono a tal punto che sarà costretto a vendere ben 9 giocatori al Marila Příbram quasi alla fine della stagione 2001-2002, nella quale peraltro il piazzamento al penultimo posto vale anche la retrocessione; tuttavia, la federazione nega la licenza per la seconda divisione accusando il Drnovice di frode nel trasferimento di alcuni calciatori.
Nel 2002-2003 la squadra viene dunque iscritta al campionato di terza divisione, la Moravskoslezska fotbalova liga (MSFL), che vince agevolmente, risalendo nella serie cadetta; nel frattempo Jan Gottvald (liberato su cauzione di 20 milioni di corone ceche) è rientrato al comando della società per la terza volta, ricevendola dalla compagnia Garimondi, che l'aveva acquistata all'asta.
Nel 2003-2004 il club si piazza al secondo posto nella seconda divisione, ottenendo la promozione nella Gambrinus Liga.
Alla vigilia del ritorno in massima serie, la società svizzera Sunstone acquisisce la proprietà della società.
La stagione 2004-2005 viene conclusa all'ottavo posto, ben lontano dalla zona retrocessione; la Sunstone però non riesce a trovare partner per la prosecuzione dell'attività e cede tutta la propria parte nuovamente a Gottvald, che a sua volta, non riuscendo a trovare sponsor, non ottiene la licenza per l'iscrizione alla successiva Gambrinus Liga. Il Drnovice deve ripartire dalla seconda divisione.
La crisi finanziaria si acuisce fino a raggiungere il suo picco nel gennaio 2006; non riuscendo più a corrispondere gli stipendi ai propri calciatori già da luglio 2005, la società dichiara bancarotta e si ritira al termine della stagione (conclusa al 14º posto), scomparendo dal calcio professionistico.
Nel 2007, su iniziativa dei tifosi, la squadra viene riattivata; con una rosa composta dai tifosi stessi e da alcuni veterani e membri delle giovanili del club ritirato, si iscrive all'ultimo livello del campionato nazionale, il decimo (in lingua locale la IV. třída). Dopo 2 promozioni consecutive, il club è risalito in II. třída, ottavo livello nazionale, dove gioca oggi.

## Cronistoria del nome
- 1932 Česká sportovní společnost Drnovice
- 1948 Sokol Drnovice
- 1961 TJ Drnovice
- 1989 TJ JZD Drnovice
- 1990 TJ Agro Drnovice
- 1990 FC Gera Drnovice
- 1993 FC Olpran Drnovice
- 1993 FC Petra Drnovice
- 2000 FK Drnovice
- 2003 1. FK Drnovice
- 2006 1. FKD
- 2007 FKD

## FK Drnovice nelle coppe europee
| Stagione  | Competizione | Turno       | Nazione                         | Avversario            | Andata | Ritorno | Totale |
| --------- | ------------ | ----------- | ------------------------------- | --------------------- | ------ | ------- | ------ |
| 2000-2001 | Coppa UEFA   | Preliminare | Bosnia ed Erzegovina (bandiera) | FK Budućnost Banovići | 3-0    | 1-0     | 4-0    |
|           |              | 1º turno    | Germania (bandiera)             | Monaco 1860           | 0-0    | 0-1     | 0-1    |

In grassetto le gare casalinghe.

## Palmarès

### Competizioni nazionali
- Moravskoslezská fotbalová liga: 1

2002-2003

### Altri piazzamenti
- Campionato ceco:

Terzo posto: 1999-2000
- Coppa della Repubblica Ceca:

Finalista: 1995-1996, 1997-1998
Semifinalista: 1994-1995, 1998-1999
- Druhá Liga:

Secondo posto: 2003-2004